# William H. King
William Henry King (3 de junio de 1863-27 de noviembre de 1949) fue un abogado y político americano de Salt Lake City en Utah. Fue elegido como representante demócrata de Utah al Senado de los Estados Unidos de 1917 a 1941. 

## Biografía
King nació en Fillmore, Territorio de Utah, hijo de Josephine (de soltera Henry) y William King. Se graduó de la Academia Brigham Young en Provo, Utah, y asistió a la Universidad de Deseret (ahora Universidad de Utah) en Salt Lake City. Se desempeñó como misionero de la Iglesia de Jesucristo de los Santos de los Últimos Días en Gran Bretaña desde 1880 hasta 1883.
Después de ocupar cargos locales y cumplir dos mandatos en la legislatura territorial, se graduó del departamento de derecho de la Universidad de Míchigan en Ann Arbor. Más tarde se unió al Colegio de Abogados de Utah y ejerció la abogacía. Ocupó otros cargos territoriales y fue nombrado juez asociado de la Corte Suprema de Utah, cargo que ocupó entre 1894 y 1896.
Después de que Utah se convirtiera en estado en 1896, King fue elegido miembro de la Cámara de Representantes de los Estados Unidos y sirvió en el 55.º Congreso desde el 4 de marzo de 1897 hasta el 3 de marzo de 1899. No fue nominado para un segundo mandato, pero cuando a su sustituto, B. H. Roberts, se le negó su escaño por ser polígamo, King fue elegido para completar el mandato de Roberts. Ocupó el cargo desde el 2 de abril de 1900 hasta el 3 de marzo de 1901. Se postuló para el mismo cargo en 1900 y nuevamente en 1902, pero perdió en ambas ocasiones.
King fue elegido senador de los Estados Unidos en cuatro ocasiones, entre el 4 de marzo de 1917 y el 3 de enero de 1941. En 1918 y 1919, formó parte del Comité Overman, que investigó la actividad sediciosa pro-alemana durante la Primera Guerra Mundial y el antiamericanismo de inspiración bolchevique en los meses posteriores al fin de la guerra. 
Aunque era demócrata, King era algo independiente del popular presidente demócrata Franklin D. Roosevelt; fue reelegido en 1934 gracias a su apoyo al New Deal de Roosevelt, pero se opuso a la propuesta de ampliar la Corte Suprema, así como a la candidatura de FDR a un tercer mandato presidencial sin precedentes. Cuando se presentó a la reelección en 1940, perdió la nominación demócrata ante el congresista Abe Murdock, un "100% partidario del New Deal" que apoyaba firmemente a Roosevelt.
Se desempeñó como presidente pro tempore del Senado de 1940 a 1941 durante el 76.º Congreso.
King permaneció en Washington D. C., donde ejerció la abogacía hasta abril de 1947. Regresó a Utah y murió allí en 1949. Fue enterrado en el cementerio de Salt Lake City.
King se casó dos veces, primero con Louisa Ann "Annie" Lyman, con quien se casó en 1889 y permaneció con ella hasta su muerte el 16 de abril de 1906. Luego estuvo casado con Vera B. Sjodahl, hija de Janne M. Sjödahl, desde 1912 hasta su propia muerte en 1949. Uno de sus hijos con Vera, David S. King, cumplió tres mandatos en la Cámara de Representantes de los Estados Unidos y fue embajador de los Estados Unidos tanto en la República Malgache como en Mauricio. Una de sus nietas, Jody Olsen, se ha desempeñado como directora del Cuerpo de Paz desde 2018. Su primo paterno, Culbert Olson, fue gobernador de California.
King era descendiente directo de Edmund Rice, el antepasado inmigrante inglés de su familia en la Colonia de la bahía de Massachusetts, como se indica a continuación:
- William H. King, hijo de

- William King (1834-1892), hijo de
- Thomas Rice King (1813-1879), hijo de

- Thomas King (1770-1845), hijo de
- William King (1724-1793), hijo de

- Ezra Rice King (1697-1746), hijo de
- Samuel Rice King (1667-1713), hijo de
- Samuel Rice (1634-1684), hijo de

- Edmund Rice (1594-1663)